# Dim-Talsperre
Die Dim-Talsperre (türkisch Dim Barajı) befindet sich 12 km östlich von Alanya am Dim Çayı in der südtürkischen Provinz Antalya.
Die Dim-Talsperre wurde in den Jahren 1997–2007 als Steinschüttdamm mit wasserseitiger Betonabdichtung errichtet. Sie dient der Bewässerung, der Energieerzeugung und der Trinkwasserversorgung.
Das Absperrbauwerk hat eine Höhe von 123,5 m (über der Talsohle) und besitzt ein Volumen von 4,8 Mio. m³.
Der Stausee bedeckt eine Fläche von 5 km² und verfügt über ein Speichervolumen von 240 Mio. m³.
Die Talsperre ist für die Bewässerung einer Fläche von 5312 ha ausgelegt.
Das Wasserkraftwerk der Dim-Talsperre verfügt über eine installierte Leistung von 38,25 Megawatt. Das Regelarbeitsvermögen liegt bei jährlich 122 GWh.